# 佐藤明男
佐藤 明男（さとう あきお、1952年（昭和27年）2月14日 - 2022年（令和4年）11月26日）は、日本の政治家。自由民主党所属の元衆議院議員（1期）。元自由民主党栃木県総支部連合会事務局長。

## 来歴
- 栃木県宇都宮市生まれ（現住所は河内郡上三川町西汗）[2][3]。
- 1970年、作新学院高等学校卒業
- 1976年、明治大学政経学部卒業[4]。
- 自由民主党栃木県支部連合会事務局に入所し、1996年からは栃木県連事務局長を務める[5]。
- 2003年、第43回衆議院議員総選挙に比例北関東ブロックに自由民主党から単独34位で立候補し、落選[6]。その後、2005年（単独37位）[7]、2012年（単独34位）[8]、2014年（単独36位）の総選挙で落選[9]。2013年には株式会社自民会館取締役に就任。
- 2017年10月22日、第48回衆議院議員総選挙に比例北関東ブロックに自由民主党から単独31位で立候補し、初当選した[2]。10月31日、秋葉賢也、鈴木貴子、三浦靖らと共に額賀派に入会[10]。
- 2021年10月31日、第49回衆議院議員総選挙で比例北関東ブロックから単独37位で立候補し落選。
- 2022年11月26日、上三川町の自宅で死去。70歳没[11]。

## 政策
- アベノミクスを評価する[12]。
- 消費増税の先送りを評価する[12]。
- 安全保障関連法の成立を評価する[12]。
- 安倍内閣による北朝鮮問題への取り組みを評価する[12]。
- 共謀罪法を評価する[12]。
- 安倍内閣による森友学園問題・加計学園問題への対応を評価する[12]。
- 幼稚園・保育所から大学まで教育を無償化すべきだ[12]。
- 財政赤字は危機的水準であるので、国債発行を抑制すべきだ[12]。
- 被選挙権を得られる年齢を引き下げるべきだ[12]。
- 首相には靖国神社に参拝してほしい[12]。
- 将来も原子力発電は電力源のひとつとして保つべきだ[12]。
- 選択的夫婦別姓の導入にどちらかと言えば反対[12]。
- 夫婦と複数の子どもが揃っているのが家族の基本形だ[12]。
- 日本の防衛力はもっと強化すべきだ[12]。
- 北朝鮮に対しては対話よりも圧力を優先すべきだ[12]。
- 消費税10%に賛成。増えるべき税収の使いみちは、幼児教育の無償化や高等教育の負担軽減[12]。
- 憲法改正に賛成。改正すべき項目に、戦争放棄と自衛隊・緊急事態条項・憲法改正の手続きを挙げる[12]。

## 所属団体・議員連盟
- 自民党たばこ議員連盟[13]